# Asticothérapie
 (juin 2012).

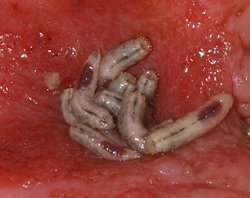
Larves traitant une plaie

L’asticothérapie, ou larvothérapie, désigne le soin apporté à une plaie des tissus mous par les asticots de certains diptères, principalement de la Mouche verte commune (Lucilia sericata). Les asticots de cette mouche ont la particularité de ne consommer que les tissus nécrosés, et de faciliter la cicatrisation des tissus sains en stimulant la production de tissus cicatriciels, tout en désinfectant les plaies, sans nécessiter d'antibiotiques.

## Histoire
L’utilisation d’asticots pour le traitement de plaies est documentée par des chroniqueurs dès l'Antiquité, puis à la Renaissance (en Europe). Les Indiens mayas et certains aborigènes d’Australie utilisaient aussi cette technique.
Ambroise Paré utilise des asticots lors du siège de St Quentin (Picardie) en 1557, associés à un onguent à l’huile de lys.
Des médecins militaires avaient observé que des soldats dont les blessures étaient colonisées par certains asticots guérissaient mieux ou plus rapidement que ceux dont les blessures ne l’étaient pas. Ce fut le cas de Dominique Larrey, chirurgien du général Napoléon Bonaparte, qui avait remarqué lors de la campagne égyptienne en Syrie, en 1799, que certaines espèces d’asticots ne mangeaient que les tissus morts des blessures, avec un effet curatif positif chez les blessés.
Le docteur Joseph Jones, médecin en chef de l’armée confédérée lors de la guerre de Sécession, constate : « j'ai fréquemment vu les blessures négligées… grouillantes de larves (…) ces vers ne détruisent que les tissus morts, et épargnent les parties saines. » Le docteur J.F. Zacharias, autre officier médecin confédéré, serait le premier à avoir (re)développé cette technique de soins, estimant lors de la guerre de Sécession, que ces « larves… en un seul jour nettoient une blessure bien mieux que tous les agents que nous avions à notre disposition. Je suis sûr d’avoir sauvé beaucoup de vies par leur utilisation ». Ses patients traités avec des larves auraient effectivement bénéficié d’un taux élevé de survie.
Durant la Première Guerre mondiale, le docteur William Baer, chirurgien orthopédique, identifie à son tour, sur le champ de bataille, l'efficacité de la colonisation d'une certaine larve de mouche pour guérir certaines blessures. Il rapporte le cas d’un soldat qui a passé plusieurs jours sur le champ de bataille sans soins, sans nourriture ni eau, exposé aux éléments, avec des fractures multiples ouvertes du fémur et de grandes blessures à l'abdomen et au scrotum. Quand il est arrivé à l'hôpital, il ne présentait pourtant aucun signe de fièvre malgré la nature sérieuse de ses blessures. Une fois ses vêtements enlevés, il s’est avéré que des « milliers et des milliers de larves avaient colonisé la totalité des parties blessées ». À la surprise du médecin, après que ces larves ont été enlevées « il n'y avait pratiquement aucun os nu à voir et la structure interne de l'os blessé comme les pièces environnantes avaient pour la plupart été entièrement couvertes du plus beau tissu rose qu'on pouvait imaginer ». Ce cas est décrit à une époque où les antibiotiques n’étaient pas connus, et où 75 à 80 % des victimes de fractures multiples du fémur mouraient malgré les soins qu’on pouvait leur donner. En 1929, à l’Université Johns-Hopkins, ce même docteur Baer pose des asticots dans les lésions ouvertes de vingt et un patients victimes d’ostéomyélite chronique, incurable par les moyens de l’époque. Il observe le nettoyage rapide des plaies, une réduction du nombre d'organismes pathogènes, une diminution de l’odeur des plaies, l’alcalisation des plaies, et la guérison de la totalité des lésions des vingt et un patients qui sortent de l'hôpital après deux mois de cette thérapie. Après la publication en 1931 des résultats du docteur Baer, l’asticothérapie se répand aux États-Unis,,. La compagnie pharmaceutique Lederle produit et vend de grandes quantités de « larves chirurgicales », celles de la Mouche verte commune.
De 1930 à 1940, plus de cent articles médicaux sont publiés sur l’asticothérapie, avec de nombreuses descriptions d'utilisation réussie, y compris pour des lésions chroniques ou gravement infectées (ostéomyélite, abcès, brûlures et mastoïdite subaiguë), encourageant plus de trois cents hôpitaux américains à utiliser cette thérapie, jusqu’à ce que la découverte de la pénicilline, puis d’autres antibiotiques, n'amène à considérer cette technique comme périmée.
En 1954, lors de la bataille de Diên Biên Phu, les services sanitaires français se retrouvent débordés par l'afflux de blessés qu'il est impossible d'évacuer du camp retranché assiégé. Une asticothérapie spontanée se met en place, venant pallier le manque de médicaments et soulageant les chirurgiens et les infirmiers d'une partie de leur tâche, ainsi que le rapporte le médecin-commandant Paul-Henri Grauwin dans son livre-témoignage J'étais médecin à Diên Biên Phu.

## Regain d’intérêt
L’utilisation généralisée des antibiotiques a, en quelques décennies, provoqué l’apparition de souches bactériennes et fongiques nosocomiales résistantes puis multi-résistantes aux antibiotiques.
En 1989, le Dr Ronald Sherman, médecin de l'Université de Californie à Irvine, crée un service spécialisé dans le traitement par les asticots au Veterans Affairs Medical Center de Long Beach (Californie). Il y réalise la première épreuve clinique contrôlée utilisant des asticots pour soigner des escarres chez des vétérans présentant une lésion de la colonne vertébrale. Le succès de cette épreuve clinique chez des patients dont les traitements précédents avaient échoué a relancé l’intérêt de la communauté médicale pour cette thérapie,,,,.
En quatre ans, plus de cinquante articles scientifiques ont décrit l'utilisation médicale d’asticots, portant sur quatre cents patients ayant fait l’objet d’études cliniques, parmi six mille traités et répertoriés (pour un éventuel suivi à long terme). Selon cette littérature médicale, 40 % à 50 % des membres ainsi traités ont été sauvés.
Plus de 3 000 médecins (de cliniques et d’hôpitaux) dans plus de vingt pays utilisent aujourd’hui cette technique, qui pourrait utilement se développer dans les pays où l’accès aux antibiotiques est difficile et là où les souches de pathogènes nosocomiaux se multiplient. En 2003, environ 3 000 traitements ont été administrés à 6 000 à 10 000 patients.

### Règlementation et usage aux États-Unis
Aux États-Unis, les larves médicales doivent être agréées par la FDA qui a autorisé (Premarket notification 510(k) 033391, janvier 2004) le Dr Ronald Sherman à produire et vendre des larves pour soigner l'homme ou des animaux, sur prescription médicale, pour certaines indications (plaies infectieuses nécrotiques incurables et blessures des tissus mous, dont escarres, ulcères de stase veineuse, ulcères neuropathiques des pieds, traumatismes non curables ou plaies post-chirurgicales).
Les larves médicales sont les premiers organismes invertébrés vivants autorisés par la FDA pour mise sur le marché à fin médicale. Près de 500 centres de santé aux États-Unis utilisaient déjà cette thérapie en 2008.

### Règlementation et usage en France
L’asticot a été reconnu comme médicament en 2004. Une étude en double aveugle est conduite à partir de février 2006 par le docteur Anne Dompmartin à l’hôpital de Caen (CHU) où des asticots sont utilisés, enfermés dans un pansement spécial à humidifier deux fois par jour (80 à 120 € l’unité, fourni par le laboratoire allemand BioMonde),. Il n’est utilisé que pour les plaies infectées ou fibrineuses, chez des patients volontaires. Ces asticots sont issus d’œufs désinfectés. Au 4 avril 2008, 90 patients ont été traités sur 120 patients prévus dans le cadre de cette étude.
La larvothérapie est aussi disponible sous certaines conditions réglementaires et pratiquée dans bon nombre d'hôpitaux français depuis 2006. Néanmoins, fin 2011, seuls quelques centaines de patients ont bénéficié de ce traitement, ce qui reste très marginal par rapport aux pays du nord de l'Europe.

## Mécanismes d'action

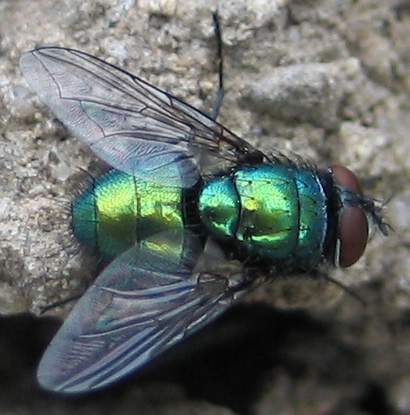
Mouche Lucilie (il en existe plusieurs espèces, dont une intéresse la médecine)

Les larves nécrophages, selon la littérature médicale :
- désinfectent la blessure en y tuant des bactéries ;
- stimulent la production de tissus cicatriciels ;
- nettoient les plaies d’une manière optimale (mieux que le chirurgien qui abîme des cellules vivantes, en curetant les plaies qu’il est obligé d’agrandir et de faire saigner). L’asticot peut travailler plusieurs dizaines d’heures là où le chirurgien - dont l’œil, même expert, ne peut distinguer les cellules vivantes de celles fraîchement mortes[16] - ne dispose que du temps que dure l’anesthésie. Les asticots sont précis et ne mangent que le tissu nécrosé et/ou infecté, évitant ainsi le risque de gangrène (cause d'amputations) et de septicémies graves souvent mortelles[17].

La cicatrisation est accélérée et la douleur atténuée. Il est plausible que la sélection naturelle ait favorisé les larves produisant des substances diminuant la douleur ou le prurit, faute de quoi l’hôte chercherait à s’en débarrasser. Il est également plausible qu’elles sécrètent des antibiotiques. Dans ce cas, leur utilisation doit être attentivement surveillée, car une nouvelle vague de souches microbiennes nosocomiales résistant aux asticots (en les infectant par exemple) pourrait apparaître.
L’asticothérapie reste compatible avec d'autres types de soins dont certains antibiotiques. Elle n’est pas compatible avec le traitement des plaies sous pression négative, mais elle peut le précéder.
Là où le chirurgien ne peut nettoyer en permanence et en profondeur, des infections ou une gangrène envahissant des tissus, vingt-quatre heures sur vingt-quatre, sept jours sur sept (le nettoyage chirurgical des plaies ne se fait qu’une à deux fois par semaine), les asticots peuvent nettoyer sans relâche, à bien moindre coût.
Les larves produisent leurs aliments par « digestion extracorporelle » grâce à un large éventail d’enzymes protéolytiques qui liquéfient le tissu nécrotique tout en le désinfectant. Les larves absorbent ensuite pour s’en nourrir le tissu mort sous forme semi-liquide, en quelques jours.

Dans une blessure constituant pour elles un environnement optimal, les larves muent deux fois, passant en trois à quatre jours d'une taille allant de 1 à 2 mm à une taille de 8 à 10 mm.

## Effet désinfectant
Toute infection d’une blessure est une complication médicale sérieuse. Si la souche infectieuse est nosocomiale, il devient difficile ou impossible de traiter l'infection qui devient un danger pour le membre atteint et la vie du patient.
Les asticots désinfectent généralement efficacement les plaies et blessures tout en les nettoyant, même s’il s’agit de bactéries résistantes aux antibiotiques.
De premières expérimentations ont montré in vitro dès les années 1930 le caractère antimicrobien à large spectre des sécrétions des larves. 1957, un facteur antibiotique a été isolé dans ces sécrétions et décrit dans le journal Nature. On pense que sont notamment impliqués de l'allantoïne, de l'urée, de l'acide phénylacétique, des  phénylacétaldéhydes, du carbonate de calcium et des enzymes protéolytiques. Des bactéries non tuées par ces sécrétions sont également ingérées et lysées à l’intérieur des larves.
In vitro, les larves se sont montrées capables de détruire un éventail de bactéries pathogènes incluant des variants de Staphylococcus aureus résistants à la méthicilline et des streptocoques du groupe A et du groupe B, des souches aérobies et anaérobies grampositives.
Chez cinq patients (cas publiés) victimes de streptocoques résistants, après l’échec de dix-huit mois de thérapie conventionnelle, l’asticothérapie a pu éliminer la bactérie de toutes les blessures en moyenne en quatre jours.

## Effet curatif
Les sécrétions de ces asticots semblent accélérer la production par l’hôte de tissus cicatriciels, via la production chez l’hôte d’un facteur de croissance de l’épiderme. In vitro, les larves stimulent la croissance des fibroblastes humains et des chondrocytes à croissance lente. Le collagène II, spécifique des tissus cartilagineux, augmente dans l'environnement corporel dans la zone de sécrétion des larves. Le micro-massage induit par les mouvements des asticots pourrait aussi intervenir. Des chercheurs dont le Dr Ronald Sherman cherchent à élucider les mécanismes en cause[réf. nécessaire].
L’allantoïne trouvé dans les sécrétions larvaires (molécule utilisée dans de nombreux gels de rasage) a un effet calmant sur la peau.

## Pansements de larves
Ils doivent être perméables à l’air car les larves sont aérobies. Elles sont disposées dans la blessure où elles doivent pouvoir se mouvoir librement durant 2 jours. Elles peuvent être contenues dans une sorte de poche scellée, placée sur la blessure. Les larves qui ont assez mangé sont plus grosses et cherchent à quitter la blessure. Ôter les larves de la blessure jugée bien nettoyée est aisé. L’opération est renouvelée tous les 2 jours, jusqu'à nettoyage complet.
En Allemagne, l'institut Hohensteiner cherche à développer des pansements en poche poreuse munie d'un filet de nylon contenant les vers stériles issus de culture, permettant aux larves de ne pas être écrasées par le pansement, le tout protégeant les patients sensibles de leur vision. Il cherche aussi à extraire ou synthétiser les molécules excrétées par cet asticot pour en imprégner un pansement.
Le laboratoire pharmaceutique britannique Biomonde produit, au Royaume-Uni et en Allemagne, des pansements contenant des larves aseptisées appelés BiobagTM ou Pansement BioFoamTM. Ces sachets en gaze synthétique enferment les larves en les maintenant en contact avec la plaie tout en rendant leur manipulation simple et rapide.

## Soins vétérinaires
Dans le monde, de nombreuses médecines vétérinaires traditionnelles ont utilisé des asticots pour nettoyer le tissu mort de blessures animales. C’est une méthode particulièrement efficace dans les cas d'ostéomyélite et ulcères chroniques, et en présence de tout pus dans des plaies produites par l'équipement de travail.
Aux États-Unis, en 2003 Scott Morrison, vétérinaire spécialiste du sabot à l’Hôpital pour chevaux Rood and Riddle de Lexington (Kentucky), a commencé à utiliser les asticots pour traiter les chevaux, pour les maladies du sabot, ou des complications, pour des ostéomyélites secondaires, pour des abcès et ulcères, en actions postchirurgicales.

## Évolution
Un avantage sélectif est procuré à cette mouche, lui permettant de survivre en suivant les troupeaux sauvages ou domestiques ou dans leur environnement, relativement à l’abri des prédateurs, jusqu’à ce que les larves puissent quitter la plaie, tomber au sol et se transformer en pupes. On peut parler de symbiose ou de mutualisme.